# Upper Lake
Upper Lake es un lugar designado por el censo en el condado de Lake en el estado estadounidense de California. En el año 2000 tenía una población de 989 habitantes y una densidad poblacional de 63.8 personas por km².

## Geografía
Upper Lake se encuentra ubicado en las coordenadas 39°9′N 122°54′O / 39.150, -122.900. Según la Oficina del Censo, la ciudad tiene un área total de 15,5 km² (6 mi²), de la cual 15 km² (5,8 mi²) es tierra y 0,5 km² (0,2 mi²) (41.77%) es agua.

## Demografía
Según la Oficina del Censo en 2000 los ingresos medios por hogar en la localidad eran de $22,143, y los ingresos medios por familia eran $33,393. Los hombres tenían unos ingresos medios de $21,964 frente a los $17,188 para las mujeres. La renta per cápita para la localidad era de $11,670. Alrededor del 25.5% de la población estaban por debajo del umbral de pobreza.